# Rajdhani Express

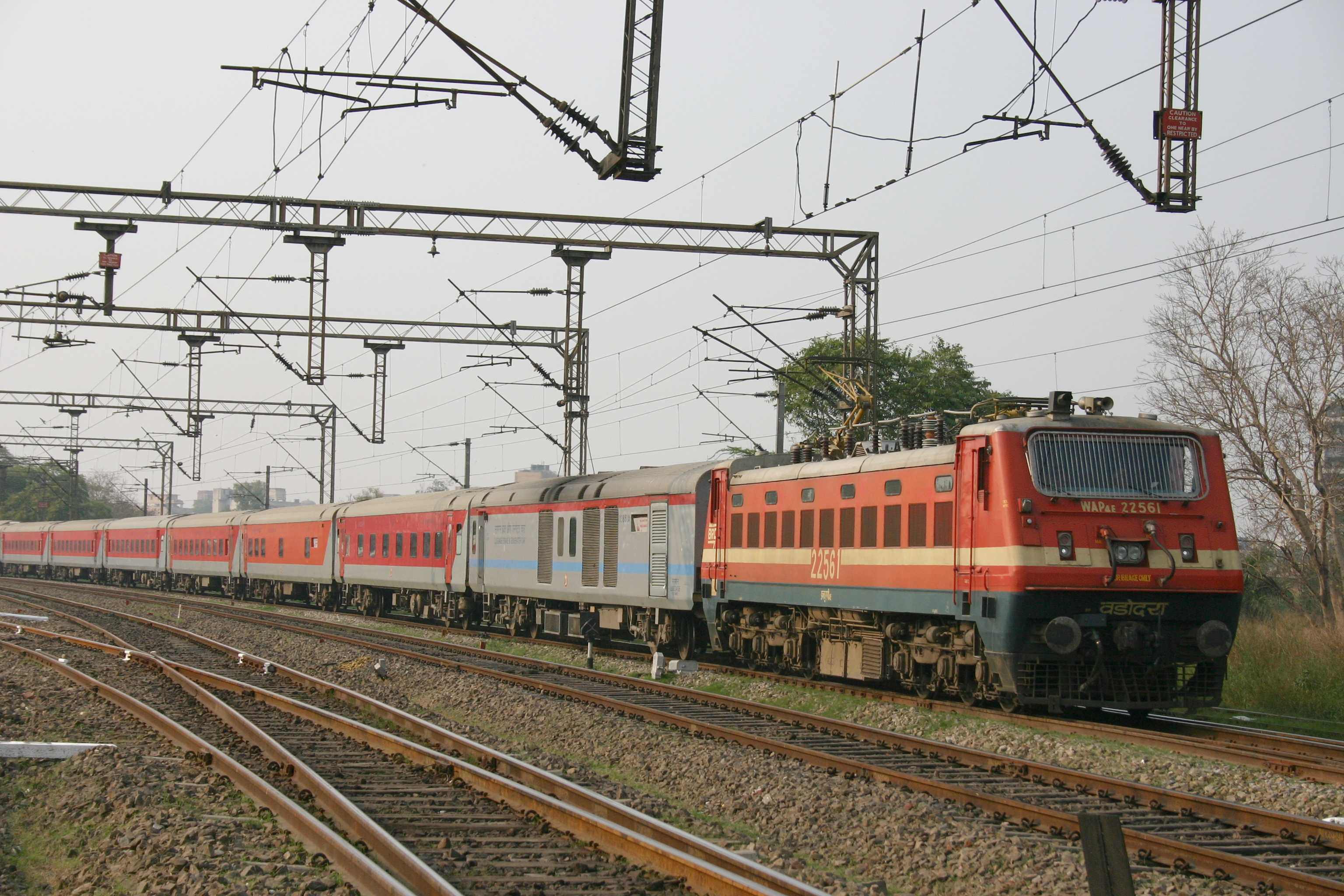
Rajdhani Express mit Wagen von LHB im April 2009

Rajdhani Express (wortwörtlich deutsch: Hauptstadt-Express) ist eine Gattung hochwertiger Nachtzüge der Indischen Eisenbahn. Die Züge verbinden die Hauptstadt Neu-Delhi mit anderen wichtigen Orten, überwiegend Hauptstädten von Bundesstaaten.

## Geschichte
Der erste Rajdhani Express verkehrte am 1. März 1969 zwischen Haora (Kalkutta) und Neu-Delhi. Der Zug wurde von einer Diesellokomotive der Baureihe WDM-4 gezogen und erreichte bis zu 120 km/h. 1972 wurde der Rajdhani Express nach Bombay eingeführt.

## Züge
Rajdhani Express Züge führen nur klimatisierte Schlafwagen mit den folgenden drei Wagenklassen:
- AC First Class (Code AC1): Erste Klasse mit abschließbaren Zwei- und Vierbettabteilen
- AC Two Tier (Code AC2): Zweite Klasse mit Abteilen, die durch Vorhänge abgetrennt sind, zwei Betten übereinander
- AC Three Tier (Code AC3): Zweite Klasse mit Abteilen, die durch Vorhänge abgetrennt sind, drei Betten übereinander

Seit 2013 sind die Züge die zwischen Haora und Neu Delhi verkehren mit WLAN ausgerüstet.
Die Züge führen bis zu zwanzig Personenwagen und je einen Generatorwagen an der Zugspitze und am Zugschluss für deren Energieversorgung, auch wenn der Zug auf elektrifizierten Strecken verkehrt. Der Anteil der einzelnen Wagenklassen variiert je nach Strecke. Der täglich zwischen Neu-Delhi und Haora verkehrende Kolkata Rajdhani führt beispielsweise drei AC-First-Class-Wagen, sechs AC-Two-Tier-Wagen und elf AC-Three-Tier-Wagen.
Die Kompositionen der Züge werden als geschlossene Einheiten behandelt. Die neueren Wagen werden unter Lizenz von LHB hergestellt. Auf elektrifizierten Strecken kommen heute hauptsächlich Lokomotiven der Baureihen WAP-5, WAP-4 und WAP-7 zum Einsatz. Die Höchstgeschwindigkeit beträgt über weite Strecken 140 km/h, auf einigen Abschnitten auch 160 km/h.